# Enigmatic: Calling
Enigmatic: Calling (skrivet enigmatic : calling på skiv-omslaget) är det tredje studioalbumet till det norska progressiv metal-bandet Pagan's Mind, utgivet 2005 av skivbolaget  LMP.

## Låtförteckning
1. "The Celestine Prophecy" – 7:37
2. "Enigmatic Mission" – 5:17
3. "Supremacy, Our Kind" – 6:01
4. "Entrance to Infinity" – 7:49
5. "Coming Home" (instrumental) – 2:36
6. "Celestial Calling" – 7:00
7. "Taken" – 7:35
8. "Resurrection (Back in Time)" – 6:37
9. "Appearance" (instrumental) – 1:52
10. "Search for Life" – 5:01
11. "New World Order" – 8:13

- Text och musik: Pagan's Mind

## Medverkande
Musiker (Pagan's Mind-medlemmar)
- Nils K. Rue (Nils Kvåle Rue) – sång
- Jørn Viggo Lofstad – gitarr
- Steinar Krokmo – basgitarr
- Ronny Tegner – keyboard
- Stian Kristoffersen – trummor

Bidragande musiker
- Espen Mjøen – bakgrundssång

Produktion
- Jørn Viggo Lofstad – producent
- Espen Mjøen – ljudtekniker
- Christian Clausen – ljudtekniker
- Per Sælør – ljudmix
- Fredrik Nordström – ljudmix
- Patrik J. Steen – ljudmix
- Morten Lund – mastering
- John Nilsson – redigering
- Nils K. Rue – omslagsdesign, logo
- Thomas Ewerhard – omslagskonst
- Thomas Fjelldalen – foto
- Per Stian Johnsen – foto